# Fog Over Frisco
Pour plus de détails, voir Fiche technique et Distribution.
Fog Over Frisco est un film américain réalisé par William Dieterle, sorti en 1934.

## Synopsis
Arlene Bradford est une mondaine gâtée, ennuyée et riche qui finance son style de vie extravagant en exploitant l'accès de son fiancé Spencer Carlton à la société de courtage de son beau-père. Elle exploite aussi ses relations pour voler des obligations de sécurité pour le chef du crime Jake Bello.
Quand Arlene disparaît, sa belle-sœur Val intervient pour découvrir ce qui lui est arrivé avec l'aide du journaliste mondain Tony Sterling et du photojournaliste Izzy Wright.

## Fiche technique
- Titre original : Fog Over Frisco
- Réalisation : William Dieterle
- Scénario : Robert N. Lee et Eugene Solow d'après une histoire de George Dyer
- Production : Henry Blanke (non crédité)
- Musique : Bernhard Kaun (non crédité)
- Photographie : Tony Gaudio
- Montage : Harold McLernon
- Direction artistique : Jack Okey
- Costumes : Orry-Kelly
- Société de production : First National Pictures
- Société de distribution : Warner Bros. Pictures
- Pays de production :  États-Unis
- Format : Noir et blanc - Son : Mono
- Genre : Thriller
- Durée : 68 minutes
- Date de sortie : 
  - États-Unis : 2 juin 1934

## Distribution
- Bette Davis : Arlene Bradford
- Donald Woods : Tony Sterling
- Margaret Lindsay : Val Bradford
- Lyle Talbot : Spencer Carlton
- Hugh Herbert : Izzy Wright
- Arthur Byron : Everett Bradford
- Robert Barrat : Thorne
- Henry O'Neill : Oren Porter
- Irving Pichel : Jake Bello
- Douglass Dumbrille : Joshua Mayard
- Alan Hale : Chef C.B. O'Malley
- Gordon Westcott : Joe Bello
- Charles C. Wilson : Détective Sgt. O'Hagen
- Harold Minjir : Archie Van Ness
- William Demarest : Spike Smith
- Douglas Cosgrove : Détective Lt. Davis
- William B. Davidson : Éditeur Joe Hogue
- George Chandler : Chauffeur de Taxi
- Skippy : le chien